# Kríové
Kríové (Cree, vlastní název Nehiyonuk) jsou indiánský kmen, který obýval území od západního Labradoru k Winnipežskému jezeru. Počet Kríů dosahuje počtu až 200.000 osob včetně míšenců (métisů). Většina populace žije v Kanadě a jen zlomek v USA. Původně kočovný kmen lovců a sběračů se začlenil mezi Kanaďany a Američany. Původní jazyk, kríjštinu, patřící do algonkinské rodiny používá více než polovina Kríů, téměř všichni však hovoří i anglicky nebo francouzsky.

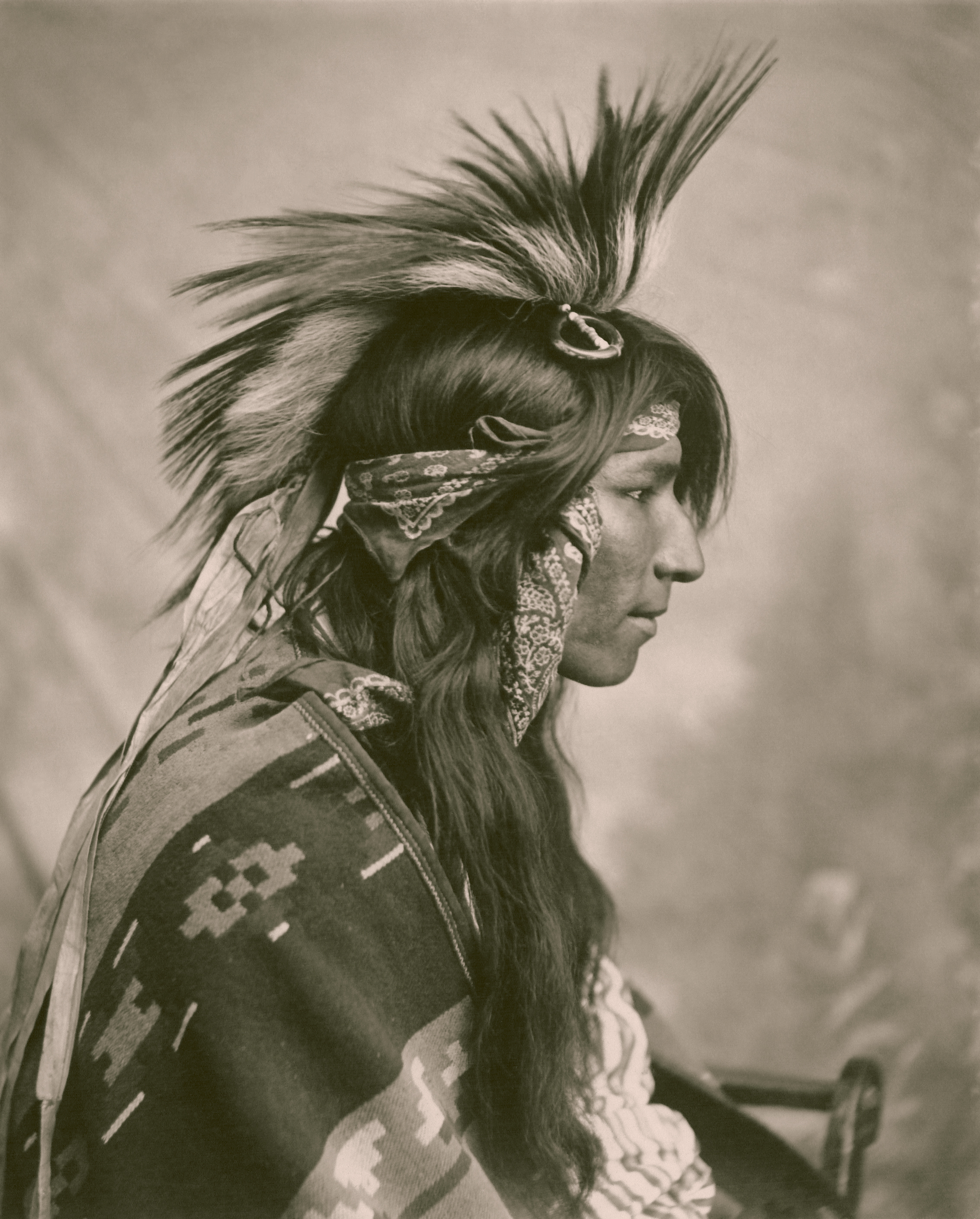
Bojovník Lesních Kríů, fotografie z roku 1903

## Pojmenování
Označení Krí (Cree) pochází z jazyka Odžibvejů, kteří své severní sousedy označovali slovem Krištino, z něj pak francouzští osadníci vytvořili název. Kristineaux, jehož zkrácením vzniklo název Krí. Sami Kríové se však označují jako Nehiyonuk či Nēhiyawak, což znamená „Přesní lidé“.

## Rozdělení a tradiční kultura
Kríové se podle tradičního způsobu života dělí na čtyři velké skupiny - Lesní Kríe, Východní (Labradorské) Kríe, Kríe z bažin a Kríe z plání. Zatímco Kríové z plání přejali od Černonožců a Assiniboinů tradice prérijních indiánů. chovali koně a obývali týpí, ostatní skupiny Kríů byli především rybáři a lovci losů, sobů karibu a kožešinové zvěře a jejich obydlím byly wigwamy kryté březovou kůrou. Prérijní Kríové nosili dlouhé vlasy, volně rozpuštěné nebo spletené do dvou copů, Lesní Kríové si vlasy vyčesávali do bohatých účesů, zdobených urzoními ostny a ocasy jelenců, Lesní Kríové se, jako jedni z mála severoamerických indiánů mimo oblast jihovýchodu, tetovali.

## Historický vývoj
Již od 17. stol. Kríové používali palné zbraně, které získávali výměnou za bobří kožešiny od obchodníků ze Společnosti Hudsonova zálivu. Proto snadno získali převahu nad sousedními Čipevajany, Černonožci, Naskapii a Odžibveji. Na počátku 17. stol. obývali pouze západní část Labradoru při pobřeží Hudsonova zálivu, v průběhu 17. a 18. stol osídlili podstatnou část Kanady od severních prérií až po Winnipežské jezero. Kríové měli dobré vztahy s Assiniboiny a Čipevajany, naproti tomu Odžibvejové, Černonožci a Dakotové byli jejich úhlavními nepřáteli. Bojovali také s Inuity. Expanzi Kríů ukončila roku 1784 katastrofální epidemie neštovic, druhá epidemie neštovic následovala roku 1838, během těchto dvou epidemií populace Kríů poklesla o 70 %. V 18. a 19. stol. začaly vznikat smíšené rodiny Kríů s francouzskými a skotskými osadníky, což mělo za následek vznik etnické skupiny Métisů. Vzrůst populace nastal až ve 20. stol.

## Společenský systém
Ve společnosti Kríů neměli náčelníci příliš velkou politickou moc, o to větší však byl význam medicinmanů, kteří se dělili do čtyř stupňů. Nejnižší wapunové uměli na dálku uhasit oheň, miteové dosáhli mistrovství v používání léčivých bylin, kesikauiyineové uměli odhalovat skryté a ztracené věci, nejvyšší tipiskauiyineové dokázali bojovat se zlými duchy a zrušit jejich kouzla.

## Náboženství a mytologie
Původní náboženství bylo animistické, věřili v mocnou oživující sílu manito, prostupující celým světem, která se projevuje ve formě dobrých nebo i zlých duchů, pod vlivem křesťanství se však jejich náboženské představy, podobně jako u Odžibvejů, transformovaly do víry ve Velkého ducha Ghiči Manito. Mezi zlými duchy byl nejobávanější Wendigo, obr lidojed s ledovým srdcem. Kríové věřili, že se člověk, který jedl lidské maso, může změnit v netvora Wendigo a zabíjet na potkání ostatní členy své komunity. Nejoblíbenější hrou kríjských dětí byla hra na Wendiga (jakási kombinace schovávané a zápasení).